# Budleigh Salterton
Budleigh Salterton är en stad och civil parish i East Devon i Devon i England. Orten har 5 185 invånare (2011).